# Alexander von Zemlinsky
Alexander Zemlinsky (Vienna, 14 ottobre 1871 – Larchmont, 15 marzo 1942) è stato un compositore e direttore d'orchestra austriaco.
È considerato l'erede musicale di Gustav Mahler e anche di Richard Strauss. Nonostante la grande amicizia con Arnold Schönberg e con gli altri musicisti della seconda scuola di Vienna, venne sostanzialmente poco influenzato dalla dodecafonia.
Oltre al lavoro di musicista, Zemlinsky si occupò in maniera moderna di pedagogia.
A lui si devono poemi musicali composti su lavori di Christian Morgenstern, di Maurice Maeterlinck di Rabindranath Tagore e di Oscar Wilde. Il suo impegno per la musica viennese negli anni d'oro della Felix Austria, è a tutt'oggi largamente sottostimato, un po' come successe agli inizi per l'amico Gustav Mahler, entrambi riscoperti (il secondo in maniera completa) dopo gli anni 60 del secolo scorso.

## Biografia

### Origini
Adolf von Zemlinsky (1845-1900), figlio di Anton e Cäcilie von Zemlinszky (originariamente scritto Semlinsky e talvolta come Zemlinszky), rinuncia al cattolicesimo e si converte all'ebraismo per sposare la sua fidanzata ebrea, Clara Semo (1848-1912). La famiglia di Adolf è cattolica da entrambe le parti fin quando sono disponibili documenti. Adolf adotta un falso "von"; né lui né i suoi antenati erano nobili.
Il padre di Clara, Shem Tov Semo (1810 ca.-1880 ca.), è un ebreo sefardita, che sposa una donna musulmana a Sarajevo, parte dell'Impero austro-ungarico. Pur essendo essenzialmente una città musulmana, a Sarajevo vi erano relazioni culturali armoniose tra musulmani, cristiani ed ebrei.
La madre di Clara si converte all'ebraismo, o più probabilmente permette a sua figlia Clara di crescere nella religione di suo padre. Niente di tutto ciò è noto con certezza; Clara alleva i propri figli nella tradizione sefardita dell'ebraismo.
Il 14 ottobre 1871 Clara von Zemlinszky dà alla luce un figlio, Alexander, che viene circonciso una settimana dopo e il cui nome è iscritto nei registri della comunità ebraica sefardita di Vienna. Nel 1874 Adolf e Clara hanno una seconda figlia, Bianca, che sopravvive solo per cinque settimane. Nel 1875 Alexander Zemlinsky inizia le lezioni di piano con un amico di suo padre. Il 7 settembre 1877 Clara dà alla luce una figlia, Mathilde (1877-1923). Alexander è iscritto a una scuola sefardita. Nel 1879, ad otto anni, Alexander lascia la scuola e viene iscritto a una scuola elementare statale.

### Prime attività musicali
Nel 1881 Alexander si iscrive al nuovo coro della sinagoga e nel 1884 suona l'organo nella sinagoga in occasione di feste e solennità. In riconoscimento della sua abilità musicale, Alexander è ammesso al Conservatorio di musica di Vienna, iscritto alla sua scuola preparatoria. Nel 1887, all'età di 16 anni, Alexander Zemlinsky si diploma alla scuola superiore del Conservatorio, dove studia pianoforte con Anton Door e frequenta corsi di teoria di Robert Fuchs e Franz Krenn. Completa la sua Sonata per pianoforte n. 1 in sol maggiore. Tra il 1887 e il 1890, compone pezzi brevi. All'età di 19 anni (1890) vince il concorso annuale di pianoforte del Conservatorio per il quale gli viene assegnata una medaglia d'oro e un pianoforte a coda Bösendorfer. Consegue il diploma di studi pianistici e si iscrive ai corsi di teoria e composizione di Johann Nepomuk Fuchs, fratello di Robert e Franz Krenn. Con J. N. Fuchs continua a studiare orchestrazione, scrittura vocale e lettura della partitura dal 1891 al 1892. Scrive la Sinfonia n.1 in mi minore (incompleta); scrive Ländliche Tänze (Danze rustiche) op. 1, dodici balli in una vasta gamma di tonalità.
Nel 1892 compone il 1' Movimento della sua Sinfonia n. 2 in re minore. Lo stesso anno viene chiamato per il servizio militare. Tra il 1892 e il 1894 viene sottoposto a tre esami fisici per il servizio militare. Alla fine viene “riformato”, probabilmente a causa del rapporto fra altezza e peso. È alto circa 1,58 m. e secondo le sue stesse stime, magro e non imponente. Ha un grande naso appuntito e a forma triangolare, apparentemente, da quanto si vede da una fotografia di Adolf, ereditato da suo padre. Inoltre Alex, come verrà chiamato nella sua vita adulta, ha un piccolo mento sfuggente, che sottolinea il suo naso largo. Nel 1893 all'età di 22 anni Zemlinsky completa la sua Sinfonia n. 2 in re minore (pubblicata dalla Wiener Tonkünstlerverein (Associazione dei musicisti viennesi). Il 20 novembre debutta come compositore ed esecutore con il Quartetto per pianoforte in re maggiore. Incontra diverse volte Johannes Brahms, che è impressionato dall'abilità di Zemlinsky nel pianoforte e nella composizione. Nello stesso anno compone il suo Quartetto d'archi in mi minore.

### Inizio della carriera a Vienna
Nel 1895 compone il Quartetto d'archi in La maggiore, il Quintetto d'archi in re maggiore, la Suite in la maggiore per pianoforte e violino, il Trio per pianoforte in re maggiore e la Suite in la maggiore. Forma un'orchestra amatoriale chiamata "Polyhymnia", che dirige nella sua prima esibizione pubblica. Incontra un violoncellista che si unisce alla "Polyhymnia", Arnold Schönberg (1874-1951), che in seguito cambia la scrittura del cognome in Schoenberg. Per un breve periodo Zemlinsky gli impartisce lezioni di contrappunto e rivede le sue prime composizioni. Nel 1901, Schönberg lascia Vienna per Berlino, ma i due diventano e rimarranno amici molto stretti per tutta la vita.
Nel 1896 Zemlinsky compone il suo Quartetto d'archi n. 1 in La maggiore op. 4 e il Trio di clarinetti in re minore, di cui Brahms raccomanda la pubblicazione alla casa editrice musicale Simrock.
Nel 1897, all'età di 26 anni, compone la sua Sinfonia n. 3 in SI bemolle e la sua Opera "Sarema" (dal nome del personaggio principale dell'opera, una donna selvaggiamente appassionata ed erotica, che fa ammenda dei modi distruttivi e finisce per diventare un'eroina). L'opera viene insignita del prestigioso premio Luitpold.
Alex Von Zemlinsky e Arnold Schönberg trascorrono l'estate insieme, lavorando alle parti vocali di "Sarema", di cui si dice che il libretto sia stato scritto da Schönberg e dal padre di Alex, Adolf, che è giornalista e saggista, e talvolta poeta-versatore, per il giornale della comunità sefardita di Vienna.
Dal 1887 al 1899 Zemlinsky compone canzoni, pezzi per pianoforte, diverse sonate per pianoforte, brani orchestrali, opere, quartetti d'archi, un quintetto d'archi e sinfonie.
Viene chiamato come Kapellmeister (direttore musicale) del Carltheater di Vienna (1899-1905). Ritira la sua affiliazione alla comunità ebraica e si converte al protestantesimo: una comodità per fare carriera, come era stato prima per l'ebreo Mahler che si convertì al cattolicesimo in modo che l'imperatore cattolico lo nominasse direttore del Hofoper di Vienna (Opera di corte).
Nel 1900, all'età di 29 anni, compone la parte del coro del Salmo 83 e l'opera "Es war einmal" (C'era una volta), la cui première viene diretta da Gustav Mahler alla Hofoper di Vienna. Nel frattempo incontra Alma Schindler (1879-1964), figlia del famoso pittore viennese Emil Jakob Schindler (1842-1892) e che diventerà famosa in seguito come Alma Mahler (e poi come Alma Mahler-Werfel). Alma studia pianoforte e composizione con Zemlinsky e lui se ne innamora profondamente. Lavora con Alma sulla sua debole capacità compositiva per migliorare la struttura dei suoi Lieder. Presto diventano estremamente vicini, ma per la paura di Alma di rimanere incinta non consumano la loro relazione. La famiglia di lei, in particolare il patrigno, il pittore Carl Moll (1861-1945), è antisemita e disapprova la relazione, mettendola in guardia dal matrimonio con Zemlinsky. Alma scrive più volte nel suo diario della sua passione fisica per Zemlinsky ma anche della sua bruttezza fisica, e glielo dice ["È terribilmente brutto, quasi senza mento - eppure l'ho trovato abbastanza affascinante."], creando con le sue parole crudeli e devastanti una ferita emotiva che influenzerà tutta la vita adulta del compositore. Nonostante il suo aspetto, Alexander Zemlinsky conduce una movimentata vita erotica (per nulla insolita a Vienna) e apparentemente non manca mai di una donna attratta da lui e che lo attrae. Questo prima e dopo aver incontrato Alma. È noto come uno scrittore geniale e arguto, affascinante e malizioso, una sorta di dandy che fuma sigari e che è sempre vestito alla moda (cosa che può permettersi). Ha successo nella comunità intellettuale di Vienna, composta da musicisti, scrittori, poeti e artisti.
Nel 1901 compone il balletto "Der Triumph der Zeit" (Il trionfo del tempo). Sua sorella Mathilde Zemlinsky ritira la sua affiliazione alla comunità ebraica e si converte al protestantesimo prima del matrimonio con Arnold Schönberg. Allo stesso tempo, Alma interrompe improvvisamente la sua relazione con Zemlinsky. Ha appena incontrato Gustav Mahler (1860-1911) e nel giro di pochi mesi dal loro incontro Alma è fidanzata e presto lo sposa. Alexander attraversa un periodo di buona realizzazione professionale, ma è devastato dalla perdita di Alma e glielo scrive, accusandola di essere emotivamente superficiale e di averlo manipolato per la sua soddisfazione. Nel 1903 compone la Sinfonia n. 3 in mi bemolle e la Suite orchestrale del suo balletto, "Das gläserne Herz" (Il cuore di cristallo). Nel 1904 dirige alla Volksoper di Vienna. Zemlinsky e Schönberg fondano la "Vereinigung schaffender Tonkünstler" (Associazione dei musicisti creativi) per incoraggiare nuove forme musicali. Un anno dopo, nel 1905, Zemlinsky compone la sua fantasia per orchestra "Die Seejungfrau" (La sirena) e un anno dopo, nel 1906, completa la sua opera "Der Traumgörge" (Görge il sognatore). Görge è una variante dialettica del nome tedesco Georg.

### La Volksoper

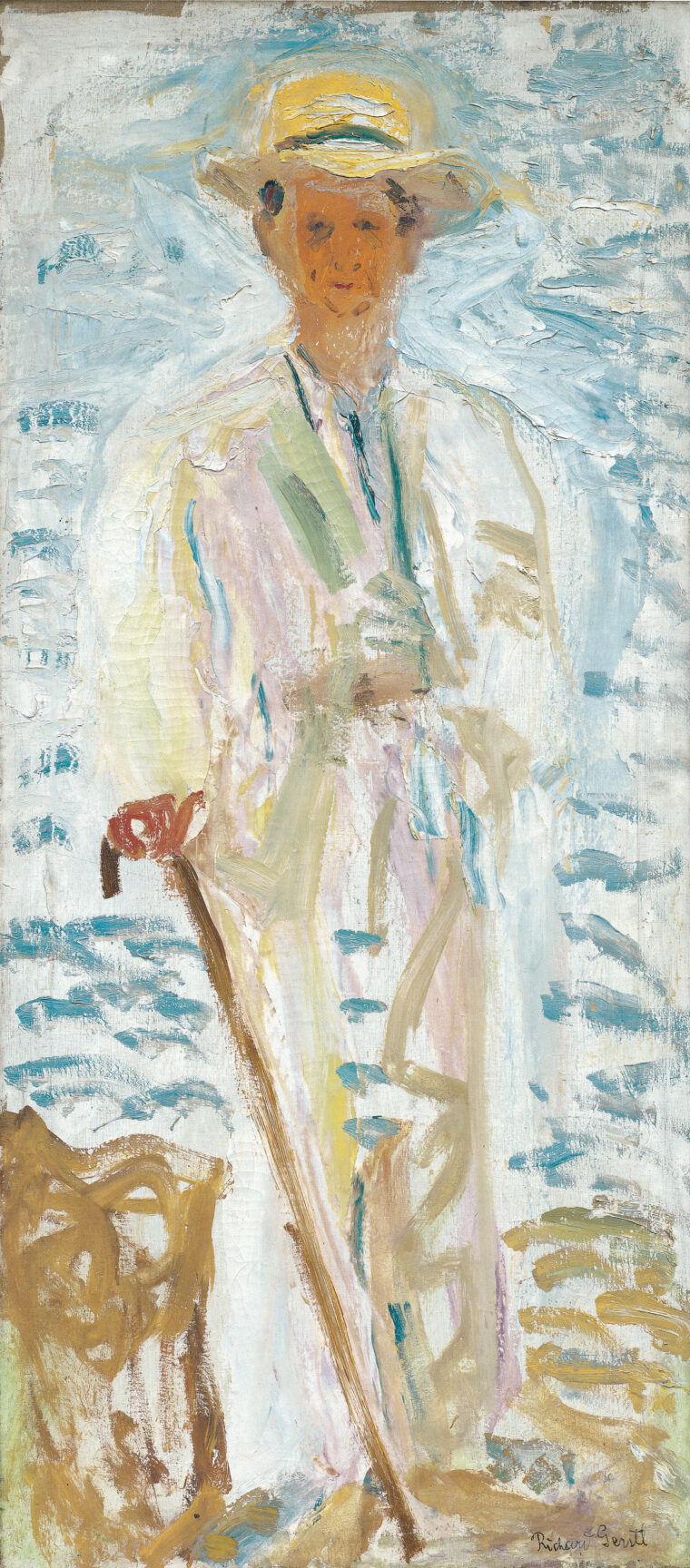
Ritratto di Alexander Zemlinsky, Richard Gerstl, luglio 1908.

Dal 1906 al 1911, Zemlinsky viene nominato Primo Kapellmeister alla nuova Volksoper di Vienna, un teatro d'opera con repertorio popolare, di proprietà privata e gestito per la presentazione di opere a basso costo, operetta e spettacoli teatrali. Zemlinsky è il responsabile della creazione di una nuova orchestra, altamente competente e professionale. Il 21 giugno 1907 dopo un fidanzamento di due anni, Alex sposa Ida Guttmann (1880-1929), sorella minore della sua ex fidanzata Melanie. Alex e Ida non hanno un matrimonio felice e Alex ha molte relazioni extraconiugali durante il matrimonio. Dal 1900 al 1909 compone ancora molti Lieder, ballate, pezzi per pianoforte, balletti, opere, un quartetto d'archi e un quintetto d'archi. Nel 1910 l'opera "Kleider machen Leute" (I vestiti fanno l'uomo), revisionata nel 1922 e la parte del coro del Salmo 23. Lo stesso anno Zemlinsky orchestra e dirige "Der Schneemann", un balletto scritto dall'allora 11enne Erich Wolfgang Korngold.

### Gli anni di Praga
Sentendo di non riuscire a raggiungere la posizione che merita, Zemlinsky lascia Vienna. Dal 1911 al 1927 è direttore d'opera al Neues Deutsches Theater (Nuovo teatro tedesco) di Praga, un'istituzione dedicata alla musica, all'opera e al teatro in lingua tedesca che si rivolge alla grande popolazione di lingua tedesca di Praga. Nonostante le tensioni e l'infelicità del loro matrimonio, Alex e Ida si trasferiscono insieme a Praga. Zemlinsky stabilisce relazioni cordiali con le sue controparti ceche. Impiega musicisti e cantanti cechi nella sua nuova posizione e cerca una fecondazione incrociata tra musica lirica e orchestrale tedesca e ceca. Gode di una notevole reputazione a Praga e ancora oggi è considerato come uno dei nomi più influenti dell'ampia cultura musicale cece sviluppata a Praga in quegli anni. All'età di 42 anni compone "Gesänge" (Maeterlinck Songs) e nel 1914 il Quartetto d'archi in La maggiore e il Quartetto d'archi n.2. Il 28 giugno 1914 un nazionalista serbo assassina a Sarajevo l'arciduca Francesco Ferdinando, erede del trono austriaco, e sua moglie. Ad agosto, l'Austria si unisce a malincuore alla Germania, partner dell'alleanza nel trattato sulle Potenze centrali, per combattere le potenze alleate. Inizia così la prima guerra mondiale. A Praga, la quattordicenne Luise Sachsel (1900-1992), figlia di una famiglia ebrea benestante, viene portata dalla madre a lezione di canto da Alex. Comincia le lezioni di musica e di canto e allo stesso tempo si iscrive all'Accademia delle Belle Arti di Praga. Luise ha talento sia musicalmente che artisticamente. Dipinge un primo ritratto di Alex, il primo dei numerosi che fa, e in seguito, ventenne, se ne innamora appassionatamente, ricambiata. Le relazioni extraconiugali di Zemlinszky finiscono e la relazione con Luise riempie il vuoto del suo matrimonio. Prende in considerazione di divorziare dalla moglie per sposare Luise, ma la salute di Ida va in declino durante gli anni ‘20 e Alex, sentendosi responsabile per la moglie e la figlia, desiste dal divorzio. Nonostante una differenza d'età di ventinove anni, Alex e Luise rimangono insieme, anche se non senza difficoltà, per il resto della vita. Durante la prima guerra mondiale, Zemlinsky completa la musica di Cymbeline di Shakespeare (1915), compone la sua opera "Eine florentinische Tragödie" (Una tragedia fiorentina) (1917) e il Quartetto d'archi n. 2 op. 15 (1918). Nel 1920 tiene un masterclass di composizione alla Deutsche Akademie für Musik di Praga (Accademia di musica tedesca). Nel 1922 socio e, per un periodo, presidente della Prague Verein für Musikalische Privataufführungen (Associazione per l'esecuzione privata della Musica di Praga), fondata nel 1921 e sciolta nel 1924, affiliata a una società con lo stesso nome fondata da Schönberg. Nel 1922 compone l'opera "Der Zwerg" (Il nano). Si dice che l'opera sia la dichiarazione autobiografica e drammatica di Zemlinsky sulla profonda ferita che continua a sopportare per il brusco rifiuto di Alma e la profonda crudeltà inerente al suo aspetto. Compone anche la versione della commedia musicale "Kleider machen Leute". Nel 1924 compone Lyrische Symphonie (Sinfonia lirica), Sette canzoni su testi del poeta indiano Rabindranath Tagore (1861-1941) ed il Quartetto d'archi n. 3 op. 19.

### Gli anni di Berlino
All'età di 56 anni Zemlinsky lascia Praga per diventare Kapellmeister alla Kroll Oper di Berlino (1927-1930) la cui orchestra è sotto la direzione generale di Otto Klemperer. Insegna fino al 1933 alla Hochschule für Musik und Darstellende Kunst di Berlino ed è attivo come direttore ospite in tutta Europa. Il 30 gennaio 1929 muore sua moglie Ida Zemlinsky Guttmann. Alex scopre un nuovo libro di traduzioni tedesche di poesie di poeti afroamericani della Harlem Renaissance degli anni ‘20. Alex usa alcune delle poesie come Symphonische Gesänge (Canzoni sinfoniche) (1934). Il 4 gennaio 1930 Alex e Luise si sposano. Luise Zemlinsky modifica il suo nome in Louise, che usa per il resto della sua vita. Tre anni dopo, nel 1933, Alex completa la sua opera "Der Kreidekreis" (Il cerchio di gesso). Bertolt Brecht (1898-1956) in seguito usa lo stesso tema nel suo spettacolo Il cerchio di gesso del Caucaso.

### Il ritorno a Vienna
Dopo l'assunzione del potere di Hitler in Germania e l'immediata istituzione delle politiche razziali e antisemite naziste, Zemlinsky nella primavera del 1933 fugge da Berlino per Vienna. Il nazismo austriaco riceve una spinta dall'affermazione di Hitler in Germania e la popolazione ebraica in Austria sente che i tempi stanno cambiando, ma a Vienna la situazione è ancora relativamente sicura. Durante gli anni 1934-1935 compone la Sinfonietta op. 23 per orchestra, le Symphonische Gesänge (Canzoni Sinfoniche) e la parte corale del salmo 13. Un anno dopo, nel 1936, completa il Quartetto per archi n. 4 e scrive una breve colonna sonora della sua opera Der König Kandaules (Re Candaules), che nel 1996 verrà ricostruita e orchestrata. Il 15 marzo 1938 Hitler riesce con l'aiuto dei nazisti locali a invadere l'Austria e imporre l'Anschluss, ovvero l'annessione dell'Austria. La popolazione ebraica di Vienna conta 115.000 persone.

### Gli Stati Uniti e la morte
Zemlinsky fugge a Praga per ottenere documenti per la sua emigrazione. Dopo un anno di tentativi la coppia riesce ad ottenere un visto d'uscita e finalmente lasciano Praga per Rotterdam, dove si imbarcano per gli Stati Uniti. Intanto in America Melanie Guttmann, ex fidanzata di Zemlinsky e sorella della sua prima moglie, cerca di trovare ad Alex e Louise uno sponsor americano e raccoglie fondi per loro. Arrivano a Ellis Island il 23 dicembre 1938 e all'inizio si stabiliscono in un appartamento di New York City, nell'Upper West Side di Manhattan. Alex trova impossibile imparare l'inglese, quindi abbandona lo studio della lingua. Ciò non fa che rafforzare il suo isolamento nella nuova patria. La vita è molto difficile per Alex e Louise che dipendono dal sostegno finanziario del fratello di lei, malato, anch'egli emigrato in America. Ma il fratello muore presto e la coppia diventa dipendente dalla capacità di Louise di guadagnarsi da vivere a New York City. Nel 1939, all'età di 68 anni, Alex vive nell'oscurità a New York City con Louise. Lui è malato e dalla fine del primo anno in America non compone più. La salute di Zemlinsky inizia a vacillare dopo una serie di ictus. Louise inizia la costruzione di una nuova casa, nella periferia di Larchmont, New York, che diventi la loro dimora americana permanente e si prende cura del marito piuttosto malato. Mantiene i contatti con la più ampia comunità emigrata tedesca e austriaca negli Stati Uniti, in particolare con Schönberg che ha compiuto con successo una transizione verso una nuova vita ed una rinnovata carriera in America. Il 15 marzo 1942, pochi giorni dopo il trasferimento nella nuova casa, Zemlinsky sviluppa la polmonite e muore a Larchmont, New York (USA).
Louise continua la sua vita da sola e non senza fatica. Si dedica alla memoria del marito e nel tempo crea un archivio del suo lavoro, in modo che venga conservato per i posteri. Louise è fondamentale negli anni successivi per mantenere vivo il nome di Zemlinsky nel mondo della musica. Sfortunatamente, molti degli autografi e altri oggetti personali di Alex sono stati persi o rubati. Nel 1985 Louise accompagna le ceneri di Zemlinsky mentre vengono trasferite dagli Stati Uniti allo Zentralfriedhof (cimitero centrale) di Vienna. Un moderno monumento commemorativo a forma di Z stilistica adorna il punto in cui sono sepolte le sue ceneri. La lapide, prima di essere corretta, mostrava erroneamente l'anno di nascita come 1872 anziché 1871. Il 19 ottobre 1992 Louise Zemlinsky muore in una casa di cura di Manhattan. Prima della sua morte istituisce un fondo per costituire l'Alexander Zemlinsky Fund a Vienna (1989) e l'Alexander Zemlinsky Prize per la composizione negli USA. A differenza di Alma Mahler, Louise distrugge la corrispondenza tra lei e il marito. Anche negli ultimi anni non ha mai parlato di lui in una maniera che ne violasse minimamente la memoria.

### Eredità artistica
Nel 1998 il College-Conservatory of Music (CCM) dell'Università di Cincinnati annuncia il primo concorso internazionale per la composizione "Premio Alexander Zemlinsky", aperto a compositori di qualsiasi nazionalità nati dopo il 1º marzo 1964, da assegnare ogni sei anni a partire dal 1999-2000. I dipinti di Louise, inclusi i suoi ritratti di Alex, fanno parte della Zemlinsky Room della CCM Music Library.
Zemlinsky si può considerare un superbo artigiano musicale. Sin dai suoi primi anni è stato un pianista di prim'ordine, sebbene non abbia mai eseguito il repertorio virtuosistico per fare carriera. Era un viennese mondano, capace di apprezzare la poesia dell'India e dell'esperienza poetica americana nera, trasformando entrambi in opere di grande bellezza. Nel ventesimo secolo non ha mai raggiunto quel successo capace di portare reputazione e ricchezza economica, ma il suo valore verrà probabilmente riconsiderato in questi anni ed in futuro. Per Zemlinsky, la bellezza della musica era il suo faro in una vita piena di desiderio, dolore e frustrazione, per la mancanza del riconoscimento che sentiva di meritare. Zemlinsky disse che "sarebbe arrivato il suo momento", cioè dopo la sua morte. Una frase che ricorda quel "Il mio tempo verrà" di Gustav Mahler. Negli anni 20 Zemlinsky formulò un credo che rimase sostanzialmente invariato per il resto della sua vita creativa: "Un grande artista, che possiede tutto il necessario per esprimere gli elementi essenziali, deve rispettare i confini della bellezza anche se li estende molto più che mai".
Fra i suoi studenti, oltre ad Alma Mahler e suo cognato Schönberg, il suo allievo più famoso era Erich Wolfgang Korngold. All'inizio degli anni '20 a Praga fu molto utile a Viktor Ullmann e ad Hanns Eisler. Era il dedicatario della "Lyric Suite" di Alban Berg, che contiene citazioni dalla "Lyric Symphony" di Zemlinsky, probabilmente la sua opera più famosa.
Ad oggi è conosciuto principalmente per essere stato l'insegnante ed il cognato di Schönberg. Ha fatto conoscere al mondo le meraviglie di Erich Korngold. Ha composto quattro ottimi quartetti d'archi che rispecchiano i quattro quartetti di Schönberg in molti modi, ma con la differenza che i quartetti di Zemlinsky non violano mai completamente la tonalità. Non andò mai oltre la propria tecnica e 100 anni dopo questo potrebbe non essere considerato un peccato così grande. A causa delle pressioni dei nazisti, il quarto quartetto non fu eseguito pubblicamente fino al 1967 dal Quartetto LaSalle, 31 anni dopo la sua stesura. Il Quartetto LaSalle ha anche realizzato il primo ciclo completo per Deutsche Grammophon. I suoi più grandi risultati sono però da considerare le sue opere liriche. Anche se Zemlinsky iniziò in una vena tardo-romantica, sviluppandosi in una espansa e ricca tonalità post-Mahleriana, negli anni 1920 e 1930 adottò aspetti della maniera dissonante nello stile neoclassico "Nuova oggettività" (Neue Sachlichkeit). Nonostante la sua amicizia e vicinanza personale con Schönberg, non ha mai adottato la dodecafonia, senza per questo che fra i due venisse mai meno l'ammirazione reciproca.
Zemlinsky era soprattutto un uomo di teatro e la sua musica più importante si trova nelle sue opere. Ha anche scritto alcune importanti opere orchestrali, una buona musica da camera e molti Lieder eccellenti..

## Opere principali
- Quintetto d'archi 1896
- 6 quartetti per archi (1893-1936)
- Sarema, opera, 1897 al Nationaltheater (Monaco di Baviera)
- Es war einmal, opera fiabesca in 1 prologo e 3 atti, 1900 allo Staatsoper diretta da Gustav Mahler
- Kleider machen Leute (L'abito fa l'uomo), 1910 al Wiener Volksoper
- Eine florentinische Tragödie (Una tragedia fiorentina). Opera del 1917 in un atto su libretto di Oscar Wilde.
- Sinfonia lirica op 18, 1922
- Sinfonietta op. 23 (1934)
- Symphonische Gesänge per voce e orchestra op. 20 1929
- salmo 23 per coro e orchestra op. 14 1911
- Die Seejungfrau ("La sirenetta), Fantasia per orchestra 1902–1903
- Der Zwerg ("Il nano") opera (1921) op.17, racconto tragico per musica in 1 atto, libretto di George C. Klaren tratto da «The Birthday of the Infanta» di Oscar Wilde. Nel 1922 Otto Klemperer diresse la première nel Neues Theater am Habsburger Ring di Colonia con Johanna Klemperer.
- Der König Kandaules (Le Roi Candaule), opera, 1935-1942

## Influenza culturale
Il Terzo Quartetto "Esquisses pour un tombeau" Op. 18 (1989) di Nicolas Bacri è composto in Memoriam Alexandre Zemlinski.